# Lijst van voetbalinterlands Andorra - Gabon
Deze lijst van voetbalinterlands is een overzicht van alle officiële voetbalwedstrijden tussen de nationale teams van Andorra en Gabon. De landen hebben tot op heden een keer tegen elkaar gespeeld. Dat was een vriendschappelijke wedstrijd in Andorra la Vella op 13 juni 2003.

## Wedstrijden
| № | Plaats           | Datum        | Competitie        | Wedstrijd       | Uitslag |
| - | ---------------- | ------------ | ----------------- | --------------- | ------- |
| 1 | Andorra la Vella | 13 juni 2003 | Vriendschappelijk | Andorra − Gabon | 0 − 2   |

## Samenvatting
| Competitie        | Totaal gespeeld | Winst Andorra | Gelijk | Winst Gabon | Doelsaldo Andorra – Gabon |
| ----------------- | --------------- | ------------- | ------ | ----------- | ------------------------- |
| Vriendschappelijk | 1               | 0             | 0      | 1           | 0 − 2                     |
| Totaal            | 1               | 0             | 0      | 1           | 0 − 2                     |

Wedstrijden bepaald door strafschoppen worden, in lijn met de FIFA, als een gelijkspel gerekend.

## Details

### Eerste ontmoeting
De eerste en tot op heden enige wedstrijd tussen beide teams werd gespeeld op 13 juni 2003, in het Estadi Comunal te Andorra la Vella. De scheidsrechter was de Fransman Damien Ledentu.
| Andorra | 0 – 2        | Gabon |
| | goals        | 41' Ulrich Boutamba-Ibinga 45' Cédric Moubamba |
| David Rodrigo | bondscoach   | Michel de Wolf |
| Koldo Txema 56' Toni Lima Roberto Jonás 90' Dani Ferrón Julia Fernández 82' Felix Alvarez 50' Oscar Sonejee 60' Josep Ayala Justo Ruíz 90' Emiliano Gonzáler 50' | opstellingen | Viktor Bissafé Thibault Tchicaya Guy Nzing René Nsi Akoue Cédric Maubamba Paul Kessany Thierry Issiemou 46' Thédore Zué Nguéma Roguy Méyé Yannick Lary Ubrich Boutamba-Ibinga |
| David Ribolleda 90' Jesús Lucendo 82' Manolo Jemenez 60' Genis García 56' David Buxo 90' Iván Lorenzo 50' Fernando Silva 50'                                     | wissels      | 46' Bruno Mbanangoyé |

FAF · A-internationals · Statistieken · Bondscoaches · Andorrees vrouwenelftal · Andorra U21 · Andorra U20 · Andorra U19 · Andorra U18 · Andorra U17 · Andorra U16
1990 – 1999 · 2000 – 2009 · 2010 – 2019 · 2020 − 2029
1996 · 1997 · 1998 · 1999 · 2000 · 2001 · 2002 · 2003 · 2004 · 2005 · 2006 · 2007 · 2008 · 2009 · 2010 · 2011 · 2012 · 2013 · 2014 · 2015 · 2016 · 2017 · 2018 · 2019 · 2020 · 2021 · 2022 · 2023 · 2024
Albanië ·
Armenië ·
Azerbeidzjan ·
België ·
Bolivia ·
Bosnië en Herzegovina ·
Brazilië ·
Bulgarije ·
China ·
Cyprus ·
Engeland ·
Equatoriaal-Guinea ·
Estland ·
Faeröer ·
Finland ·
Frankrijk ·
Gabon ·
Georgië ·
Gibraltar ·
Grenada ·
Hongarije ·
Ierland ·
IJsland ·
Indonesië ·
Israël ·
Kaapverdië ·
Kazachstan ·
Kosovo ·
Kroatië ·
Letland ·
Liechtenstein ·
Litouwen ·
Malta ·
Moldavië ·
Nederland ·
Noord-Ierland ·
Noord-Macedonië ·
Oekraïne ·
Oostenrijk ·
Polen ·
Portugal ·
Qatar ·
Roemenië ·
Rusland ·
Saint Kitts en Nevis ·
San Marino ·
Slowakije ·
Spanje ·
Tsjechië ·
Turkije ·
Verenigde Arabische Emiraten ·
Wales ·
Wit-Rusland ·
Zuid-Afrika ·
Zwitserland
FGF · A-internationals · Selecties · Bondscoaches · Olympisch elftal · Gabonees vrouwenelftal
1960 – 1969 ·
1970 – 1979 ·
1980 – 1989 ·
1990 – 1999 ·
2000 – 2009 ·
2010 – 2019 ·
2020 − 2029
1960 · 
1961 · 
1962 · 
1963 · 
1964 ·
1965 · 
1966 · 
1967 · 
1968 ·
1969 · 
1970 · 
1971 · 
1972 · 
1973 ·
1974 ·
1975 ·
1976 · 
1977 · 
1978 · 
1979 · 
1980 · 
1981 · 
1982 · 
1983 · 
1984 · 
1985 · 
1986 · 
1987 · 
1988 · 
1989 · 
1990 · 
1991 · 
1992 · 
1993 · 
1994 · 
1995 · 
1996 · 
1997 · 
1998 · 
1999 · 
2000 · 
2001 · 
2002 · 
2003 · 
2004 · 
2005 · 
2006 · 
2007 · 
2008 · 
2009 · 
2010 · 
2011 · 
2012 · 
2013 · 
2014 ·
2015 ·
2016 ·
2017 ·
2018 ·
2019 ·
2020 ·
2021 ·
2022 ·
2023
Algerije ·
Andorra ·
Angola ·
België ·
Benin ·
Botswana ·
Brazilië ·
Burkina Faso ·
Burundi ·
Centraal-Afrikaanse Republiek ·
Comoren ·
Congo-Brazzaville ·
Congo-Kinshasa ·
Egypte ·
Equatoriaal-Guinea ·
Gambia ·
Ghana ·
Guinee ·
Guinee-Bissau ·
Ivoorkust ·
Kaapverdië ·
Kameroen ·
Kenia ·
Lesotho ·
Libanon ·
Liberia ·
Libië ·
Madagaskar ·
Malawi ·
Mali ·
Malta ·
Marokko ·
Mauritanië ·
Mauritius ·
Mozambique ·
Namibië ·
Niger ·
Nigeria ·
Oeganda ·
Oman ·
Portugal ·
Rwanda ·
Sao Tomé en Principe ·
Saoedi-Arabië ·
Senegal ·
Seychellen ·
Sierra Leone ·
Soedan ·
Swaziland ·
Tanzania ·
Thailand ·
Togo ·
Tsjaad ·
Tunesië ·
Verenigde Arabische Emiraten ·
Wit-Rusland ·
Zambia ·
Zimbabwe ·
Zuid-Afrika ·
Zuid-Soedan